# Ädelgasförening
Ädelgasföreningar är kemiska föreningar som bildas av minst en atom av någon ädelgas i kovalent bindning till en av de andra atomerna. Ädelgasernas valenselektroner i yttre atomskalen bildar egentligen ett homogent system och visar inga drag att bilda föreningar. Trots allt finns några ädelgasföreningar. Kända föreningar finns bara från de fyra tyngsta ädelgaserna argon, krypton, xenon och radon. För helium och neon är inga föreningar kända. 

## Historik och bakgrund
Det antogs från början att ädelgaserna inte kunde bilda några föreningar alls på grund av sina helt fyllda yttre valensskal. På grund av gasernas höga joniseringsenergi och låga elektronaffinitet förväntades de inte vara reaktiva över huvud taget.
1933 förutsade emellertid Linus Pauling att de tyngre ädelgaserna skulle kunna blida föreningar med fluor och syre. Specifikt förutsade han existensen av kryptonhexafluorid (KrF6) och xenonhexafluorid (XeF6), och spekulerade att XeF8 skulle kunna existera som en instabil förening.

## Beräkningskemiskaförutsägelser
Ett forskarlag vid University of California har gjort kvantmekaniska beräkningar som förutsäger att en polymer delvis bestående av xenon bör vara kemiskt stabil. Det är den första polymeren som delvis består av ädelgasatomer som förutsatts vara stabil. Föreningen har den kemiska formeln -[Xe-CC]n där n är ett stort tal och CC representerar två kolatomer som är trippelbundna till varandra. Xenonatomerna är delvis positivt laddade och kolatomerna delvis negativ laddade.